# Август Найдгардт фон Гнайзенау
Август Найдгардт фон Гнайзенау (нім. August Neidhardt von Gneisenau; 27 жовтня 1760, Шильдау (біля Торгау) — 23 серпня 1831, Познань) — прусський генерал-фельдмаршал (1825), граф Найдгардт (1814).

## Раннє життя
Гнайзенау народився в Шільдау в Саксонії. Він був сином саксонського лейтенанта артилерії Августа Вільяма Найдгардта та його дружини Марії Єви Найдгардт, уродженої Мюллер. Юнак виростав у великій бідності в Шільдау, а потім у Вюрцбурґу та Ерфурті. У 1777 році він вступив до Ерфуртського університету, але через два роки записався на службу до австрійського полку, розквартированого в Ерфурті. У 1782 році, прийнявши додаткове ім'я Гнайзенау за назвою місцевості маєтків своєї родини в Австрії, він вступив як офіцер на службу до маркграфа Байройт-Ансбаха. У складі одного з полків найманців цього принца на службі Великої Британії, він пройшов активну службу та отримав цінний досвід у Війні за незалежність США. Повернувшись у Європу в 1786 році, він подав заяву на прусську службу, і король Фрідріх Великий призначив його першим лейтенантом піхоти.
В чині штабс-капітана у 1790 році, Гнайзенау служив у Польщі з 1793 по 1794 роки. Десять років подальшого спокійного гарнізонного життя в Яуері дозволили йому зайнятися широкими дослідженнями військової та політичної історії. У 1796 році він одружився з Кароліною фон Коттвіц.

## Наполеонівські війни
У 1806 році Гнайзенау був одним із штабних офіцерів князя Гогенлое, воював під Заальфельдом (10 жовтня 1806) та Єною (14 жовтня 1806), а трохи пізніше командував тимчасовою піхотною бригадою, яка воювала під командуванням Л'Естока в литовській кампанії. На початку 1807 року прусська армія направила майора фон Гнайзенау комендантом до Кольберґа, який, хоча й був невеликим і погано захищеним, за додаткової допомоги Шилля та Неттельбека зумів протистояти наполеонівським військам аж до укладення Тильзітського миру в липні 1807 року. Комендант отримав високу нагороду Pour le Mérite і підвищення до підполковника.
Перед Гнайзенау відкрилася ширша сфера роботи. Як начальник інженерної служби і член реорганізаційного комітету, він відіграв велику роль разом з Шарнгорстом у роботі з реконструкції прусської армії. Присвятивши зусилля військовій реорганізації, він мав значний вплив і на загальну політику міністерства (створеного в грудні 1808).  Ставши полковником у 1809 році, він незабаром своєю енергією викликав до себе підозру панівних французів, і незабаром після падіння Штайна (січень 1809 року) Гнайзенау пішов у відставку. Але після відвідування Австрії, імперської Росії, Швеції та Англії з секретними завданнями, він повернувся до Берліна і знову став лідером патріотичної партії.
І у відкритому військовому будівництві, а часом і в таємних махінаціях, він проявляв енергію і патріотизм, і після початку визвольних воєн 1812 року генерал-майор Гнайзенау став генерал-квартирмейстером в армії генерал-фельдмаршала Ґебгарда Блюхера. Так почався зв’язок між цими двома військовими, який став одним із найкращих прикладів гармонійної співпраці командира та його начальника штабу у військовій історії. З Блюхером Гнайзенау брав участь у здобутті Парижа в 1814 році; його військовий характер ідеально доповнював характер Блюхера, і під цим щасливим керівництвом війська Пруссії, часом переможені, але ніколи не зневірені, пробивалися у серце Франції. План військового походу на Париж, який безпосередньо призвів до зречення Наполеона в квітні 1814 року, був саме роботою начальника штабу. У 1814 році в нагороду за визначні заслуги Гнайзенау — разом з Йорком, Кляйстом і Бюловом — був пожалуваний титулом графа, а в той же час Блюхер став принцом Вальштатським.
У 1815 році Гнайзенау знову став начальником штабу Блюхера та відіграв дуже помітну роль у кампанії Ватерлоо в червні-липні 1815 року. Старші генерали, такі як Йорк і Кляйст, були виділені для того, щоб начальник штабу прийняв командування в разі потреби, і коли на полі Ліньї (16 червня 1815) старий фельдмаршал був виведений з ладу, Гнайзенау взяв на себе командування. прусської армії. Він згуртував армію і направив її до Вавра, звідки частина її приєдналась до Веллінгтона в битві при Ватерлоо 18 червня 1815 року, де флангова атака пруссаків допомогла вирішити битву.
На полі Ватерлоо Гнайзенау здійснив переслідування, що призвело до захоплення карети Наполеона. У наступні дні після битви Гнайзенау був свідком, як прусські війська досягли Парижа раніше Веллінгтона. У нагороду Гнайзенау отримав подальше підвищення і прусський орден Чорного Орла.

## Подальше життя
У 1816 році Гнайзенау був призначений командувати VIII Прусським корпусом, але незабаром пішов у відставку як через стан здоров'я, так і з політичних причин.
Два роки Гнайзенау жив у відставці у своєму маєтку Ердманнсдорф у Сілезії, але в 1818 році став губернатором Берліна і членом Державної ради. У 1825 році був підвищений до генерал-фельдмаршала. У 1831 році, незабаром після вибуху польського повстання 1830 року, він був призначений до командування Армії спостережень на польському кордоні, а Клаузевіц став його начальником штабу. У Позені він заразився холерою і помер 24 серпня 1831 року, а незабаром після нього і його начальник штабу став жертвою тієї ж хвороби в листопаді.

## Спадщина

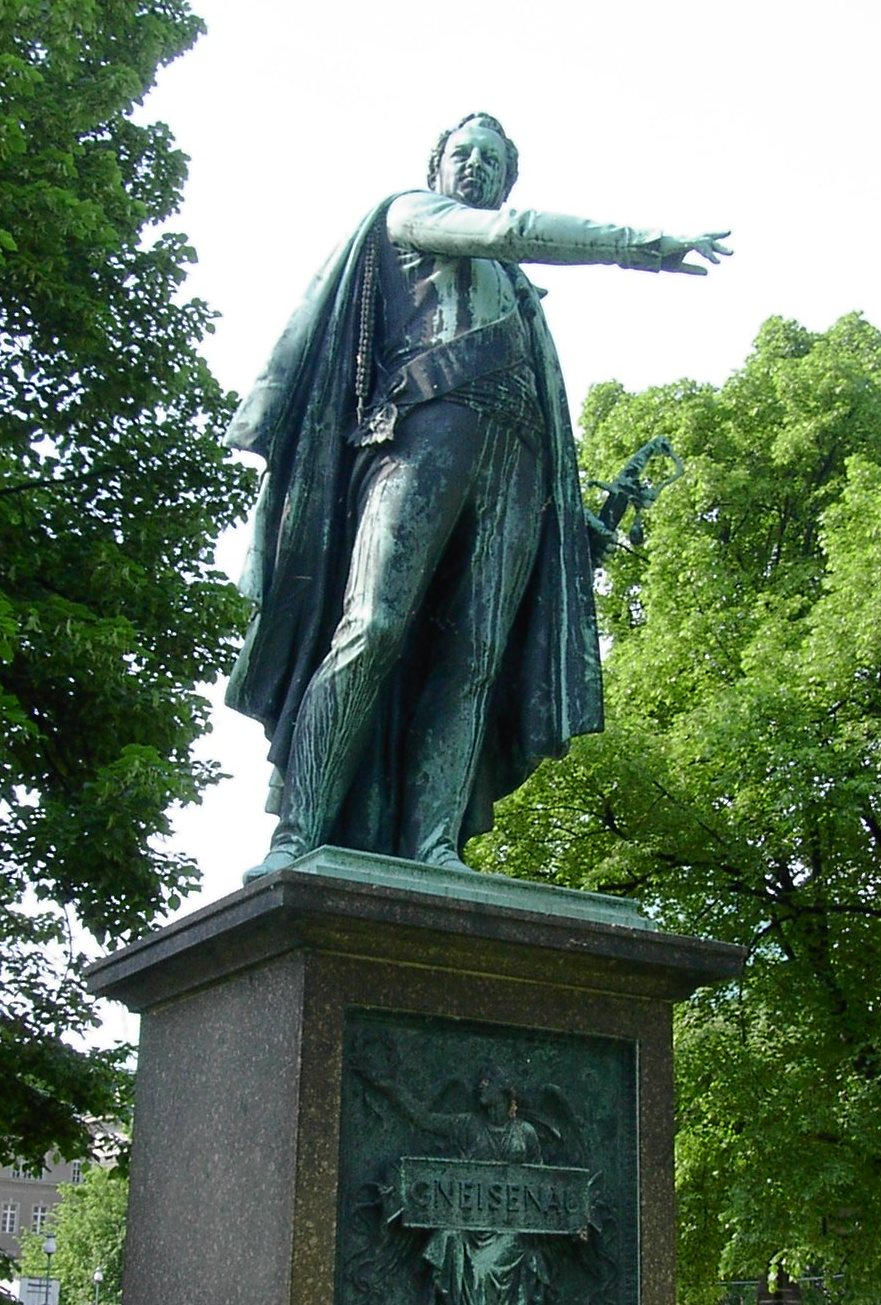
Статуя Гнайзенау, Унтер ден Лінден, Берлін роботи Крістіана Даніеля Рауха

Статуя Гнайзенау роботи Крістіана Даніеля Рауха була встановлена в Берліні в 1855 році, а в пам'ять про облогу 1807 року гренадерський полк Кольберга став називатись ім'ям Гнайзенау в 1889 році. Один із його синів очолив бригаду VIII армійського корпусу у франко-прусській війні 1870 року.
Його портрет роботи Марі фон Брюль знаходиться в колекції Німецького історичного музею.
Його іменем названо одну з чотирьох операцій німецького весняного наступу 1918 року.
На його честь названо кілька кораблів німецького флоту, у тому числі броненосний крейсер Першої світової війни SMS Gneisenau, лінкор часів Другої світової війни Gneisenau та післявоєнний навчальний фрегат.
Крім того, у кількох німецьких містах є вулиці під назвою «Gneisenaustraße» (вулиця Гнайзенау), включаючи Берлін (його ім'я також носить зупинка підземки), Лейпциг, Гамбург, Ганновер та Гайдельберг.
Цікаво, що вулиця Олени Пчілки у Львові у 1943-44 рр. називалась Гнайзенауґассе.

## Нагороди[12]

### Прусське королівство
- Pour le Mérite з дубовим листям
  - орден (17 серпня 1807)
  - дубове листя (31 березня 1814)
- Залізний хрест 2-го і 1-го класу (28 червня 1815)
- Орден Чорного орла (28 червня 1815)
- Орден Червоного орла 1-го класу (28 червня 1815)
- Хрест «За вислугу років» (Пруссія)

### Російська імперія
- Орден Святого Георгія 3-го ступеня (25 серпня 1813)
- Орден Святого Олександра Невського (8 жовтня 1913)
- Орден Святого Володимира 2-го ступеня (10 грудня 1813)
- Орден Святої Анни 1-го ступеня
- Золота зброя «За хоробрість»
- Орден Андрія Первозванного (26 травня 1829)

### Австрійська імперія
- Військовий орден Марії Терезії, командорський хрест
- Орден Леопольда (Австрія), командорський хрест

### Інші країни
- Орден Віллема, великий хрест (Нідерланди; 8 липня 1815)
- Військовий орден Максиміліана Йозефа, великий хрест (Баварське королівство; липень 1815)
- Королівський гвельфський орден, великий хрест (Ганноверське королівство; 1827)

## Подальше читання
- G. H. Pertz and Hans Delbrück: Das Leben des Feldmarschalls Grafen Neithardt von Gneisenau. 5 vols., Berlin, 1864–1880 (Vols. 4 and 5 were edited by Delbrück. An edition in 2 vols. appeared in 1882.)
- Hans Delbrück: Das Leben des Feldmarschalls Grafen Neidhardt von Gneisenau. 2 vols., Berlin, 1894 2nd ed. This is an abridgment of Pertz and Delbrück's monumental work, and also takes account of later work. A third edition, thoroughly revised, appeared in 1908, and a fourth in 1920.
- Heinrich von Béguelin: Denkwürdigkeiten von Heinrich und Amalie Béguelin aus den Jahren 1807-1813. Berlin, 1892
- Joseph von Hormayr: Lebensbilder aus dem Befreiungskriege. 2 vols.  Jena, 1841–1844
- Gneisenau: Aus der Zeit der Noth, 1806-1815: Schilderungen zur Preußischen Geschichte aus dem brieflichen Nachlasse des Feldmarschalls Neidhardt von Gneisenau; hrsg. von Albert Pick. Berlin, 1900
- Gneisenau: Der Feldzug von 1813 bis zum Waffenstillstand. Glatz, 1813